# Frederik Christian August af Slesvig-Holsten-Sønderborg-Augustenborg
Frederik Christian August af Slesvig-Holsten-Sønderborg-Augustenborg (Friedrich Christian August von Schleswig-Holstein-Sonderburg-Augustenburg, 6. juli 1829 på Augustenborg Slot – 14. januar 1880 i Wiesbaden), i folkemunde Friedrich der Achte, var ældste søn af Christian August 2. af Slesvig-Holsten-Sønderborg-Augustenborg. Han udråbte sig til hertug af Slesvig-Holsten i 1863, men blev kun en fodnote. Han regnes for at have repræsenteret den mest etnisk danske linje i det oldenborgske hus på den tid, men da familien var stærkt tysksindet, kunne de ikke komme på tale som efterfølgere af den barnløse danske konge Frederik den 7.

## Arvekrav
Hans fader Christian August gjorde krav på den danske krone, da det stod klart, at kong Frederik 7. ville dø uden arvinger, og tronen derfor skulle gå videre til en sidelinje i det oldenborgske hus. I 1846 blev kravet afvist af Christian 8., som udnævnte den senere Christian 9. til tronfølger efter Frederik 7. I Treårskrigen 1848-50 deltog Christian August på de slesvigholstenske oprøreres side og blev derefter landsforvist. I 1852 blev tronfølgen bekræftet af stormagterne i London-Protokollen. Faderen fik en enorm erstatning for at give afkald på sine krav og købte et gods i Primkenau (nu Przemków) i Schlesien, hvor han slog sig ned.
Selv om faderen havde givet afkald på arvekravet, overdrog han det alligevel til sønnen Frederik Christian August i 1863, da det så ud til, at det danske kongehus snart uddøde, og det samtidig trak op til krig mellem Danmark og Preussen. Sønnen hævdede, at faderens arveafkald kun gjaldt ham selv, ikke efterkommerne. På denne måde håbede fader og søn at kunne vende tilbage til det hjemlige hertugdømme.

## Hertug
Dagen efter Frederik 7.'s død i november 1863 udråbte Frederik Christian August sig til hertug af Slesvig-Holsten som Friedrich 8.. Han erklærede sig villig til at aflægge ed under den slesvig-holstenske forfatning, som oprørerne havde proklameret i 1848, og han udsendte en deklaration, der blandt andet lød: "Slesvig-Holstenere! Min ret er jeres redning." I ly af de tyske forbundstropper kunne han rykke ind i Kiel i december 1863, hvor han modtog hyldest og fakkeltog. De slesvig-holstenere, der håbede at få ham som hertug i et selvstændigt Slesvig-Holsten, gik under navnet den augustenborgske bevægelse.
Han blev anerkendt som hertug af det Tyske Forbund og af nogle tyske småstater, men hverken af Preussen eller Danmark. Han gled hurtigt i baggrunden, da krigen i 1864 fulgte. Den magtfulde preussiske kansler Otto von Bismarck var ikke interesseret i et selvstændigt Slesvig-Holsten, og i 1867 blev provinserne Slesvig og Holsten annekteret af kongeriget Preussen.

## Senere liv
Frederik Christian August trak sig tilbage til godset i Schlesien, som han overtog, da hans far døde i 1869. Han ejede desuden et gods i Sverige samt Gråsten slot. Han fik dog et plaster på såret, da hans datter Auguste Viktoria i 1881 blev gift med prins Wilhelm, der var søn af den tyske kronprins Frederik (den senere kejser Frederik 3. af Tyskland). I 1888 blev Wilhelm kejser under navnet Wilhelm 2. af Tyskland. Auguste Viktoria var kejserinde i 1888-1918, og dermed blev hun Tysklands sidste kejserinde.
Ifølge andre oplysninger trak han sig tilbage til Gotha og døde i Wiesbaden.
Hans søn var Ernst Günther 2., som overtog hertugtitlen og havde Gråsten slot som sommerresidens. Han solgte det til den danske stat kort tid efter Genforeningen i 1920.
Der fandtes tidligere et monument for Frederik Christian August i Kiel. Den augustenborgske slægt uddøde i 1931. Augustenborg slot blev indrettet som kvindeseminarium af preusserne og efter genforeningen indrettede den danske stat slottet til sindssygehospital i 1932, hvormed der sattes et sørgeligt punktum for den augustenborgske slægt.

## Børn
- Frederik (1857-1858)
- Augusta Viktoria (1858-1921), kejserinde af Tyskland
- Caroline Mathilde (1860-1932), hertuginde af Glücksborg
- Gerhard (1862-1862)
- Ernst Günther 2. (1863-1921), gift med Dorothea af Sachsen-Coburg og Gotha
- Louise Sophie (1866-1952), gift med prins Frederik Leopold af Preussen
- Feodora Adelheid (1874-1910)

## Eksterne kilder og henvisninger
- Friedrich der Achte, 1829-1880, hertug af Augustenborg (Webside ikke længere tilgængelig) på Grænseforeningens hjemmeside
- Die Herzöge von Augustenburg Arkiveret 8. oktober 2015 hos  Wayback Machine på Gesellschaft für Schleswig-Holsteinische Geschichte's hjemmeside (tysk)
- Frederik, hertug af Slesvig-Holsten-Sønderborg-Augustenborg Arkiveret 28. april 2016 hos  Wayback Machine